# MTIF3
MTIF3 (англ. Mitochondrial translational initiation factor 3) – білок, який кодується однойменним геном, розташованим у людей на 13-й хромосомі. Довжина поліпептидного ланцюга білка становить 278 амінокислот, а молекулярна маса — 31 725.
| 10         |  | 20         |  | 30         |  | 40         |  | 50         |
| ---------- |  | ---------- |  | ---------- |  | ---------- |  | ---------- |
| MAALFLKRLT |  | LQTVKSENSC |  | IRCFGKHILQ |  | KTAPAQLSPI |  | ASAPRLSFLI |
| HAKAFSTAED |  | TQNEGKKTKK |  | NKTAFSNVGR |  | KISQRVIHLF |  | DEKGNDLGNM |
| HRANVIRLMD |  | ERDLRLVQRN |  | TSTEPAEYQL |  | MTGLQILQER |  | QRLREMEKAN |
| PKTGPTLRKE |  | LILSSNIGQH |  | DLDTKTKQIQ |  | QWIKKKHLVQ |  | ITIKKGKNVD |
| VSENEMEEIF |  | HQILQTMPGI |  | ATFSSRPQAV |  | QGGKALMCVL |  | RAFSKNEEKA |
| YKETQETQER |  | DTLNKDHGND |  | KESNVLHQ   |  |            |  |            |

A: Аланін

C: Цистеїн

D: Аспарагінова кислота

E: Глутамінова кислота

F: Фенілаланін

G: Гліцин

H: Гістидин

I: Ізолейцин

K: Лізин

L: Лейцин

M: Метіонін

N: Аспарагін

P: Пролін

Q: Глутамін

R: Аргінін

S: Серин

T: Треонін

V: Валін

W: Триптофан

Кодований геном білок за функцією належить до факторів ініціації. 
Задіяний у такому біологічному процесі, як біосинтез білків. 
Локалізований у мітохондрії.